# Jubileu de Safira de Isabel II do Reino Unido
O Jubileu de Safira de Isabel II do Reino Unido ocorreu em 6 de fevereiro de 2017, quando a monarca alcançou a marca histórica de sessenta e cinco anos do início de seu reinado. O monarca de reinado mais extenso da história britânica, a Rainha Isabel II foi a primeira Soberana britânica a comemorar um jubileu de safira.
Ao contrário de seus jubileus de prata (1977), de ouro (2002) e de diamante (2012), a monarquia britânica não realizou grandes celebrações públicas do Jubileu de Safira. Em vez disso, assim como em seu Jubileu de Rubi de fevereiro de 1992, a monarca não realizou nenhum compromisso oficial e anunciou ter passado o dia em "reflexão silenciosa" e trabalhos oficiais na Sandringham House por se tratar do aniversário da morte de seu pai, Jorge VI.
A monarca e membros da família real participaram de um serviço na Igreja de São Pedro e São Paulo, em West Newton, Norfolk, no domingo, 5 de fevereiro, onde foram recebidos por multidões de simpatizantes. Algumas outras celebrações maiores ocorreram em junho de 2016 para comemorar seu aniversário de noventa anos e qualquer celebração extensiva foi adiada para um possível Jubileu de Platina, que veio a ocorrer em 2022. Apesar das propostas para celebrações maiores para marcar o 65º aniversário da adesão da rainha em junho de 2017, incluindo um feriado bancário discutido, tais celebrações não foram realizadas.

## Comemorações
O Jubileu de Safira foi celebrado pelo Governo do Reino Unido através do lançamento de obras de arte e monumentos públicos em honra ao tempo de reinado da monarca. Dentre outros lançamentos oficiais, o Royal Mail emitiu uma série de selos oficiais em comemoração ao reinado de Isabel II enquanto a Royal Mint (a casa da moeda britânica) lançou uma série de moedas comemorativas e uma reedição de um retrato oficial de 2014 da Rainha Isabel II de David Bailey. Neste retrato oficial, a rainha usa joias de safira que recebeu como presente de casamento de seu pai em 1947. Em setembro de 2017, um novo centro comunitário em Collier Row, Romford, foi nomeado o Centro Comunitário do Jubileu de Safira.
O Jubileu também envolveu o toque dos sinos na Abadia de Westminster, uma salva de 41 tiros pela Guarda Real no Green Park, uma salva de 62 tiros pela Honorável Companhia de Artilharia na Torre de Londres e saudações em vários outros locais no Reino Unido. 
A então Primeira-ministra Theresa May, parabenizou a rainha em relação à ocasião, dizendo em parte que a ocasião era "outro marco notável para nossa notável rainha" e que "a nação se unirá a mim hoje para celebrar e dar graças pela vida de serviço" de Isabdel II. Em sua nota oficial, May também descreveu a monarca como "uma inspiração" ao povo britânico. Em uma comemoração do sesquicentenário do Canadá na Canada House em 19 de julho de 2017, o Broche de Floco de Neve de Safira do Jubileu foi entregue à Rainha como um presente do Governador-geral do Canadá.